# Photoplay
Photoplay foi uma revista de cinema e entretenimento norte-americana. Fundada em 1911 em Chicago, Illinois, foi uma das principais fontes para fãs de cinema durante o século XX.